# Commelina echinosperma
Commelina echinosperma är en himmelsblomsväxtart som beskrevs av Karl Moritz Schumann. Commelina echinosperma ingår i släktet himmelsblommor, och familjen himmelsblomsväxter.
Artens utbredningsområde är Tanzania. Inga underarter finns listade.